# Euphorbia jacquemontii
Euphorbia jacquemontii är en törelväxtart som beskrevs av Pierre Edmond Boissier. Euphorbia jacquemontii ingår i släktet törlar, och familjen törelväxter.

## Underarter
Arten delas in i följande underarter:
- E. j. jacquemontii
- E. j. lasiocarpa

## Bildgalleri

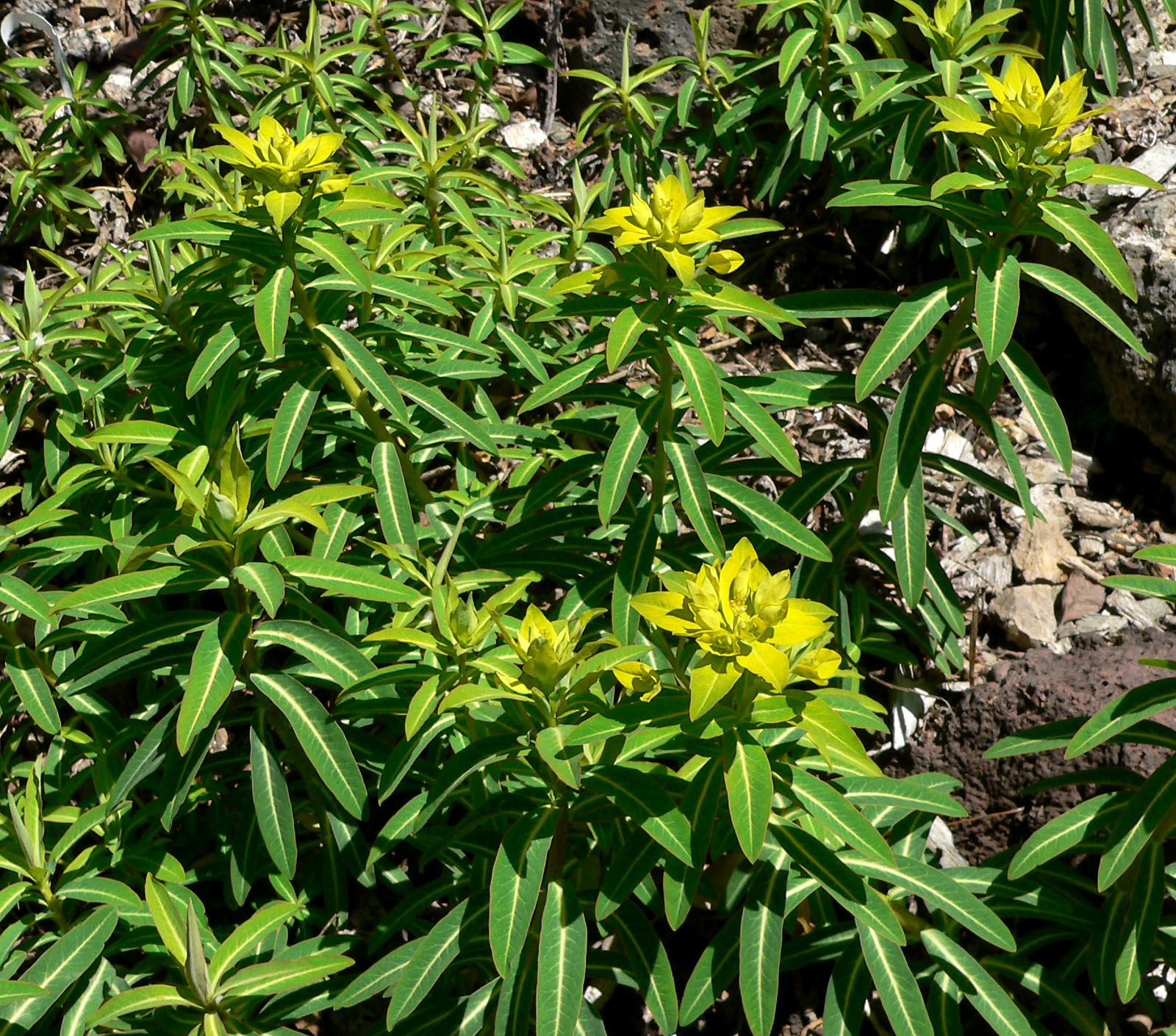
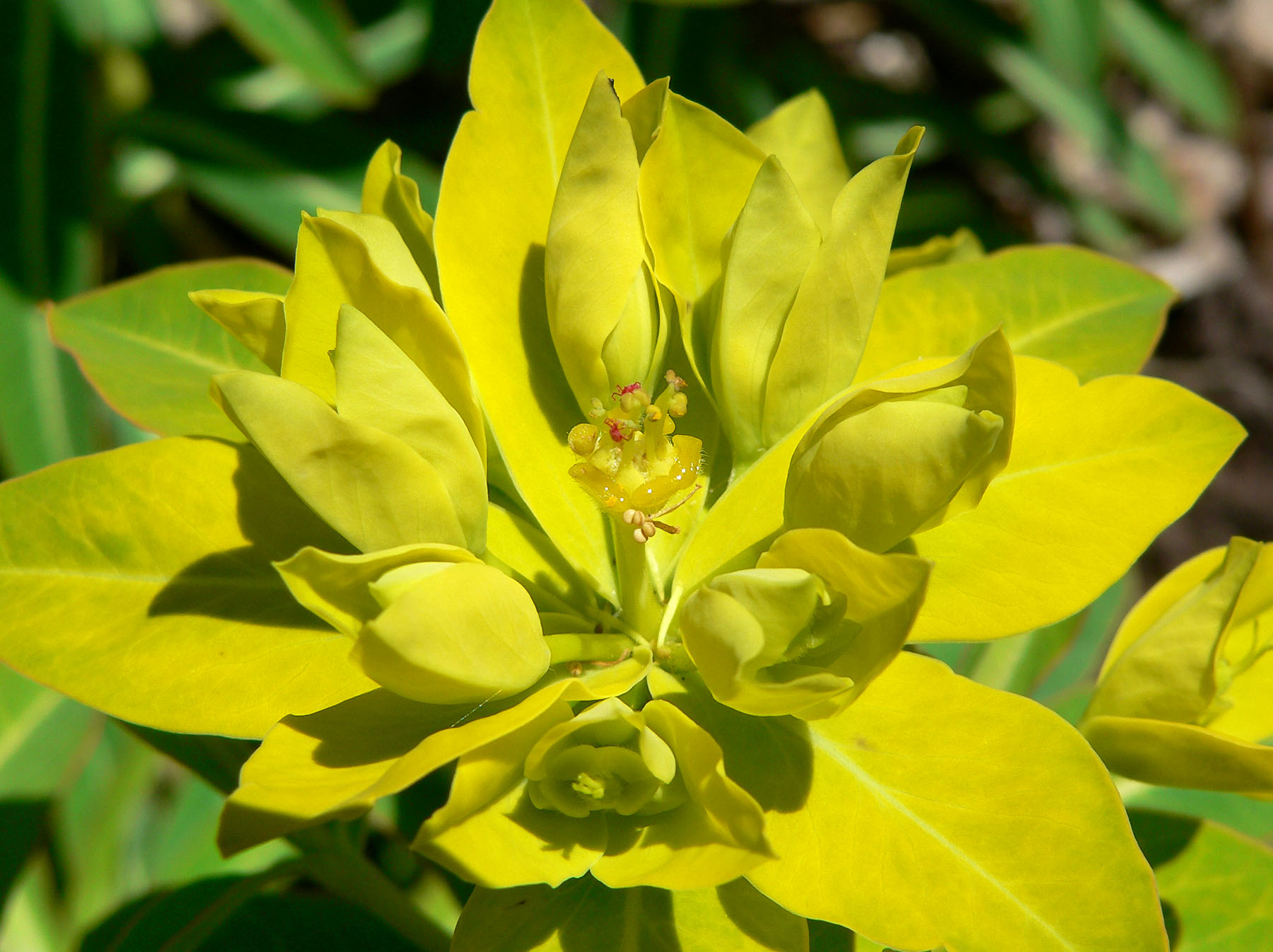
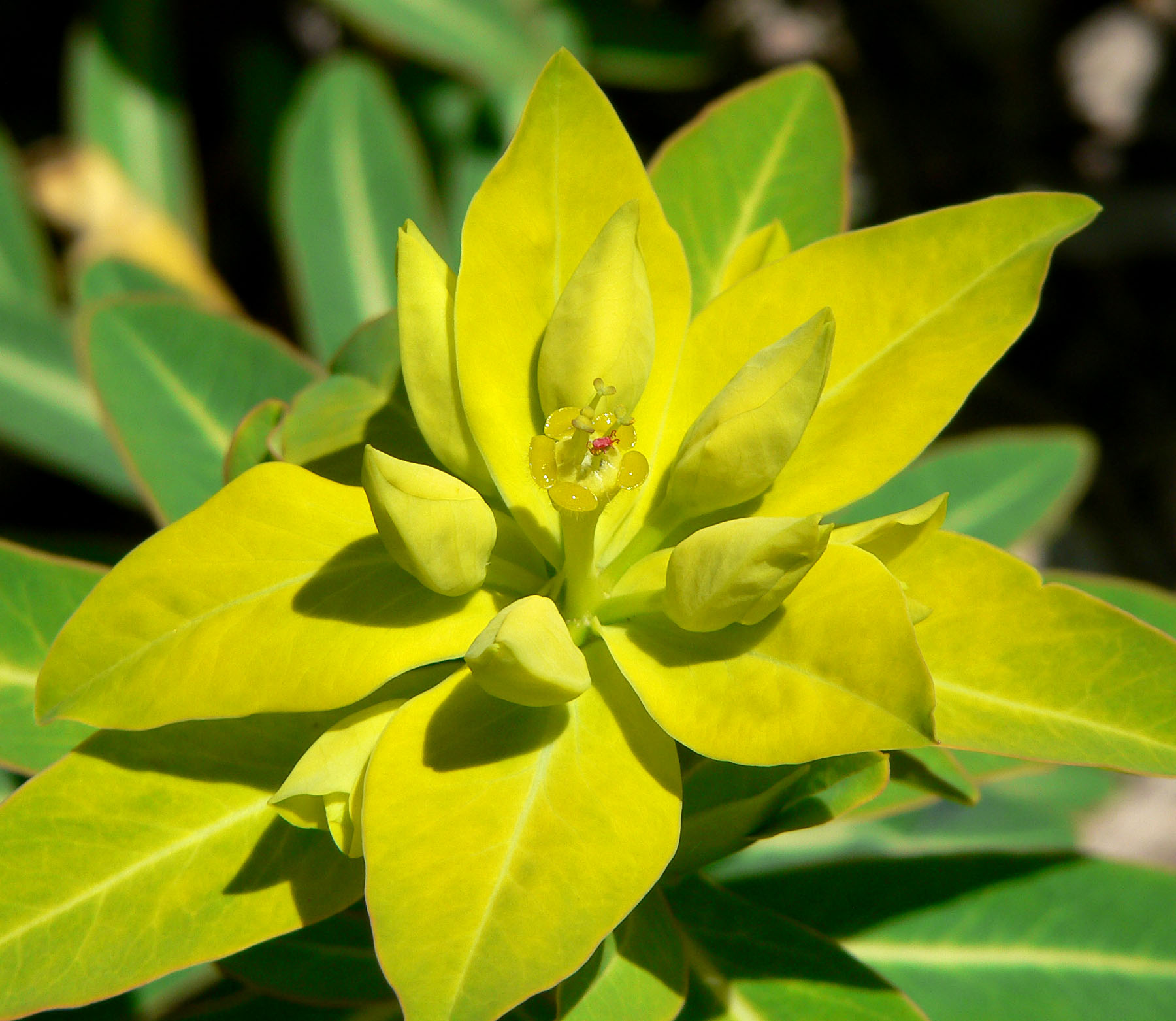